# Charles Melanson
Pour les articles homonymes, voir Melanson.
Charles Melanson (né en Angleterre en 1643 et décédé avant 1700 en Acadie), également connu sous le nom de Charles Melanson dit La Ramée, était un laboureur et colon acadien originaire du Yorkshire, en Angleterre.
Fils de Pierre Melanson dit Laverdure, un huguenot français, et d'une mère anglaise, Priscilla Mallinson, il est connu pour avoir fondé au XVIIe siècle l'Établissement Melanson, devenu un lieu historique national du Canada en 1987, près de l'ancienne colonie de Port-Royal, connue aujourd'hui sous le nom d'Annapolis Royal, en Nouvelle-Écosse.